# Клокичка периста
Клокичка пірчаста, клоки́чка пери́ста (Staphylea pinnata L.) — рослина роду клокичка родини клокичкові. Народні назви: джонжолі, колокитина, клокічка.

## Ботанічні характеристики
Листопадний кущ до 5 м висоти або невелике дерево. Листки складні непарно-перисті, біло-рожевуваті актиноморфні квітки зібрані у волоть, плоди– тонколисті здуті коробочки. Цвіте в квітні — травні, плоди дозрівають в серпні. Коренева система поверхнева, основна маса коріння зосереджена на глибині до 30-50 см, поодинокі корені заглиблюються до 1 м.
Кущ до 5 м заввишки, або невелике деревце з родини клокичкових (Staphyleaceae). Гілля після другого року вкрите жовтувато-бурою або світло-сірою корою, як у калини звичайної. Листки великі, непарноперисті, з 5–7 окремими листочками. Плід — велика м'яка 2–3 гнізда коробочка. Насінини 1–2 см діаметром.

## Насіннєве розмноження
Встановлено, що S. pinnata властива поліваріантність розвитку, зокрема прискорений, нормальний і уповільнений розвиток, а також здатність до реверсій у молоді вікові групи: насіннєве та вегетативне розмноження.
```
# Насіннєве розмноження.
Для S. pinnata характерним є проростання насіння прямо в плодах у теплі і вологі дні осені. При посіві такого насіння в парник розвиваються нормальні проростки. Такі відхилення в процесі проростання насіння пов’язані із залишковими властивостями досліджуваного виду, генетичні зв’язки предків якого походять з далеких субтропічних (середземноморських) умов існування (Собко,1983). Для S. pinnata виявився ефективним літній посів свіжозібраним насінням. Для одержання сходів навесні насіння треба завчасно зібрати (перша половина липня) і висівати одразу після збору, або стратифікувати у вологому піску при температурі 0-+50С. Починаючи з другого року, величина середнього приросту сіянців S. pinnata збільшується, досягаючи максимальних показників на четвертий рік. Потім середній приріст починає зменшуватись за рахунок появи змішаних пагонів і переходу сіянців до генеративної фази розвитку. S. pinnata в молодому віці належить до швидкоростучих рослин, з балом росту Іа за шкалою С.В.Сіднєвої (1970). 
# Вегетативне розмноження. 
```

Для живцювання ми використовували зелені напівздерев'янілі живці, які заготовляли з середньої частини крони у природних популяціях протягом травня — липня. Вкорінення проводили у холодному парнику в субстраті, що складався з шару крупнозернистого піску (3-5 см) та листової землі. Найефективнішим стимулятором коренеутворення у клокички виявилась β — індолілоцтова кислота (0,01 % розчин). Масову появу калюсу ми спостерігали на 27-35 добу, коренеутворення — на 56-72 добу. Оптимальними строками для живцювання клокички є період відцвітання та інтенсивного росту пагонів — ІІІ декади травня — І декади червня.

## Поширення
Загальний ареал видів Staphylea L. за M. Gostynska (1961) складається з чотирьох центрів видового різноманіття, що значно віддалені один від одного: Північноамериканський центр охоплює центральну та східну частину Північної Америки, тут поширені S. trifolia L, S. brighamii Macbrige.
Східноазійський центр простягається по північній і західній частинах Гімалаїв, східному Тибету, центральних та західних провінціях Китаю, північній частині Кореї і Японських островах. Це найбагатший у видовому відношенні регіон, де поширені: S. holocarpa Hudsl., S. bumalda Sieb. et Zucc., S. francheti H. Boisseau, S. forestii T.S. Balf, S. shweliensis W.W. Smith, S. chrysodonta Jungh., S. emodi Wall.. Малоазійський центр охоплює Малу Азію (північна Туреччина, східна частина Сирії) і Кавказ (західне Передкавказзя, західне і східне Закавказзя). Тут поширені два види клокички: S. colchica Stev., S. pinnata L. Європейський центр простягається від південно-західних те-риторій України до Вогези і від південно-східної Польщі до Македонії. Тут поширений лише один вид — S. pinnata L. — Центральна і Південна Європа. Загальний ареал S. pinnata складається з двох частин: Європейської (Італія, Швейцарія, схід Франції, південь Німеччини, Австрія, Македонія, Словенія, Хорватія, Сербія і Чорногорія, Боснія та Герцоговина, Болгарія, Чехія, Словаччина, Польща і захід України) та Кавказько-Малоазійської (Мала Азія, північний схід Сирії, Північний Іран, Вірменія, Грузія). Північна межа цієї частини ареалу проходить від Краснодара через р. Терек до Баку і Каспійського моря. Основна частина місцезростань виду в Україні зосереджена на Поділлі, де виділяються три основні райони локалізації: система підвищень, що відмежовують північ Подільської височини — Розточчя, Вороняки, Гологори, Кременецький кряж; долини Дністра і його притоків; басейн Південного Бугу. По території рівнинної частини України проходить північно-східна межа поширення S. pinnata в Європі. Найсхідніші місцезнаходження досліджуваного виду в Україні відомі в Черкаській області — в околицях с. Іванівка в Синицьких лісах Уманського району і околицях м. Сміли, найпівденніші — в околицях с. Лісничівка Балтського району, с. Байтали Ананьївського району, с. Довжанка — с. Красни Окни Красноокнянського району Одеської області. На території України в цілому за результатами опрацювання гербарних матеріалів CHER, DNZ, KW, KWHA, LW, LWKS, UU, літературних даних та власних польових досліджень на території Буковинського Передкарпаття і Прут-Дністровського межиріччя нами встановлено 102 природні локалітети S. pinnata.

## Поширення в Україні
Росте в широколистяних лісах, по узліссях, іноді серед чагарників. Трапляється зрідка в Закарпатті, частині Тернопільської області (зокрема на території НПП Кременецькі гори) та західному і правобережному Лісостепу. Вид поширений в південній частині Середньої Європи, Середземномор'я, на Кавказі, в Малій Азії. Окремі місцезнаходження в Україні, безсумнівно, є реліктовими залишками з тих доісторичних часів, коли клімат тут був значно теплішим. Саме тому всюди, де ця рослина трапляється в дикому стані, вона потребує охорони.
Виявлено 30 локалітетів S. pinnata у Буковинському Передкарпатті та Прут-Дністровському межиріччі, 9 з них — вперше. В 4 відомих раніше локалітетах зростання виду не підтверджене. На території досліджень S. pinnata поширена нерівномірно — на Буковинське Передкарпаття припадає 4 локалітети, а на Прут-Дністровське межиріччя — 26 локалітетів, що становить 86,6 %. По схилах річки Дністер виявлено 17 з них — більше половини від загальної кількості. Досліджувана територія не була вкрита льодовиком і, очевидно, S. pinnata тут збереглась як палеоген-неогеновий релікт, звідси міграційним коридором розселялась через так звану Перемишльську Браму в країни Середньої Європи. Аналіз поширення S. pinnata на території досліджень дозволяє з великою ймовірністю припустити, що в минулому вздовж Дністра простягалась суцільна стрічкова популяція, яка з часом, внаслідок активного винищення лісів з середини 19 сторіччя, розпалась на окремі локуси. Про один з них повідомляв F. Herbich у 1853 р. (між селами Звинячин і Вікно). Ще одна велика популяція була в минулому на Чернівецькій височині, між селом Глиниця і м. Чернівці, на г. Цецино і г. Діалу-Дракулуй. Хорологічні дослідження в цих районах показали, що зараз тут проходять процеси інсуляризації окремих локусів. На сьогодні є 2 великі популяції берегом Дністра на території досліджень в яких також проходять процеси інсуляризації — Прилипче-Хрещатик і Нагоряни-Михалкове. Загалом S. pinnata на території Буковинського Передкарпаття і Прут-Дністровського межиріччя спорадично поширена на північних, північно-східних схилах крутизною від 12 до 600 на низькогір'ях (260—515 м н.р.м.).
На західній Україні проводяться її насадження, для введення в підлісок на території Національного природного парку «Кременецькі гори».

## Практичне використання
```
Ще в середньовіччі S. pinnata була пов’язана з низкою народних звичаїв, а іноді з релігійними вірування-ми – її вирощували не тільки в садах, але й біля монастирів. З її насіння виготовляли різні прикраси. Під назвою “джонджолі” використовують солоні, квашені та мариновані її бутони на Закавказзі в якості приправи до різних національних страв. S. pinnata є високодекоративною рослиною, проте не набула широкого використання в озелененні, хоча в культурі відома з 1596 року. S. pinnata декоративна під час цвітіння, коли її рожевувато-білі суцвіття нагадують японські ліхтарики, а також під час плодоношення. Цей вид може використовуватись в групових посадках і як солітер, а також для затримування схилів.
```

## Охорона
Staphylea pinnata — рідкісний палеоген-неогеновий релікт. Вона занесена до Червоної книги України і отримала II категорію рідкості, за категоріями рідкості МСОП (Walter, Gillet, 1998) належить до групи загрожуваних таксонів рослин. На території Буковинського Передкарпаття під охороною знаходиться 1 локалітет, а на території Прут-Дністровського межиріччя — 10 локалітетів. Для кращого збереження S. pinnata в природних місцях зростання слід при проведенні рубок догляду вилучати швидкоростучі супутні види, зокрема Sambucus nigra L., які агресивно захоплюють середовище, і не допускати вирубування кущів S. pinnata. Ми пропонуємо включити до складу ПЗФ наступні локалітети S. pinnata: околиці сіл Бабино, Прилипче та Кострижівка, об'єднавши їх в один заповідний об'єкт із заповідним урочищем «Хрещатицько-Звенячинське»; урочище «Редя» — повночленна популяція, де відбувається насіннєве поновлення S. pinnata — для Буковинського Передкарпаття дуже рідкісний вид.

### У харчуванні
У Туреччині, Ірані та на Закавказзі бутони клокички разом з молодими пагінцями збирають і квасять, як капусту, одержуючи так звані «джонджолі». Свого часу їх вивозили за кордон як екзотичний продукт півдня Росії. У Грузії та Дагестані «джонджолі» — улюблена присмака або гарнір до всіляких страв та наїдків.
Насіння цієї рослини за смаком дещо подібне до фісташки, з нього добувають олію. Достиглі горішки їдять як ласощі. Одна велика кількість з'їдених горішків зумовлює понос.

### Декоративне значення
Завдяки пониклим суцвіттям білих квітів, а ще більше завдяки оригінальним своєрідним плодам — пухирчастим здутим коробочкам — рослина дуже декоративна. Культивується в парках, а на півдні — в лісосмугах.
З кори видобувають червону фарбу.
Гуцульські жінки носили намиста, зроблені із зерен рослини, які теж називались «клокічками».

## Галерея

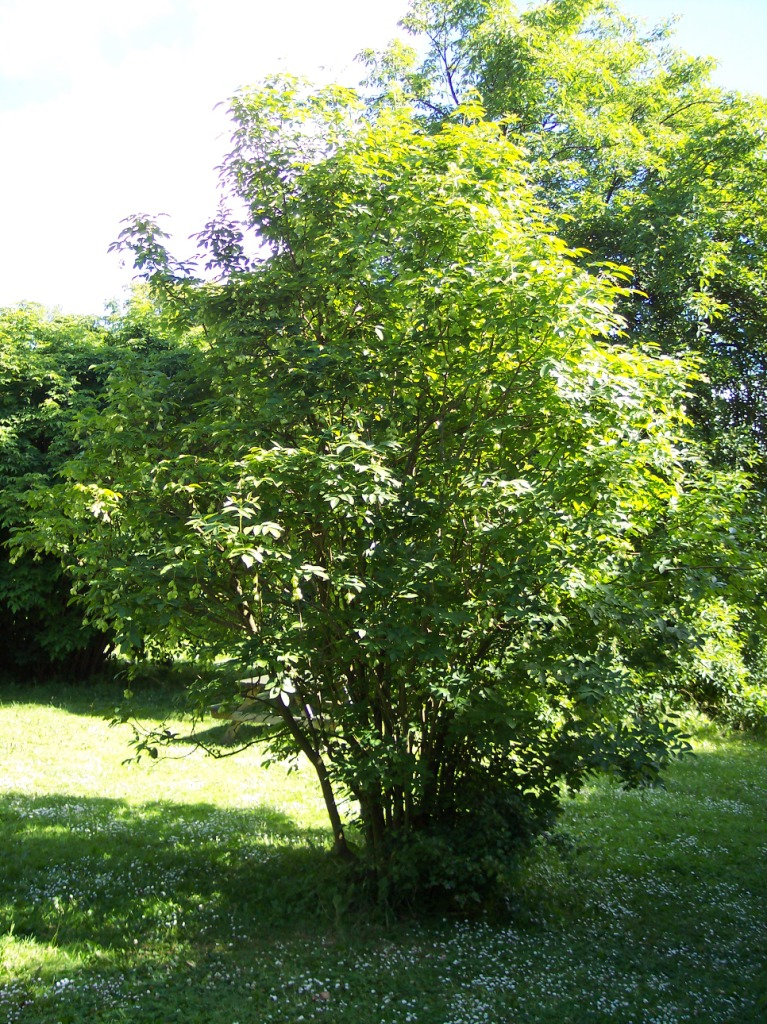
Кущ клокички
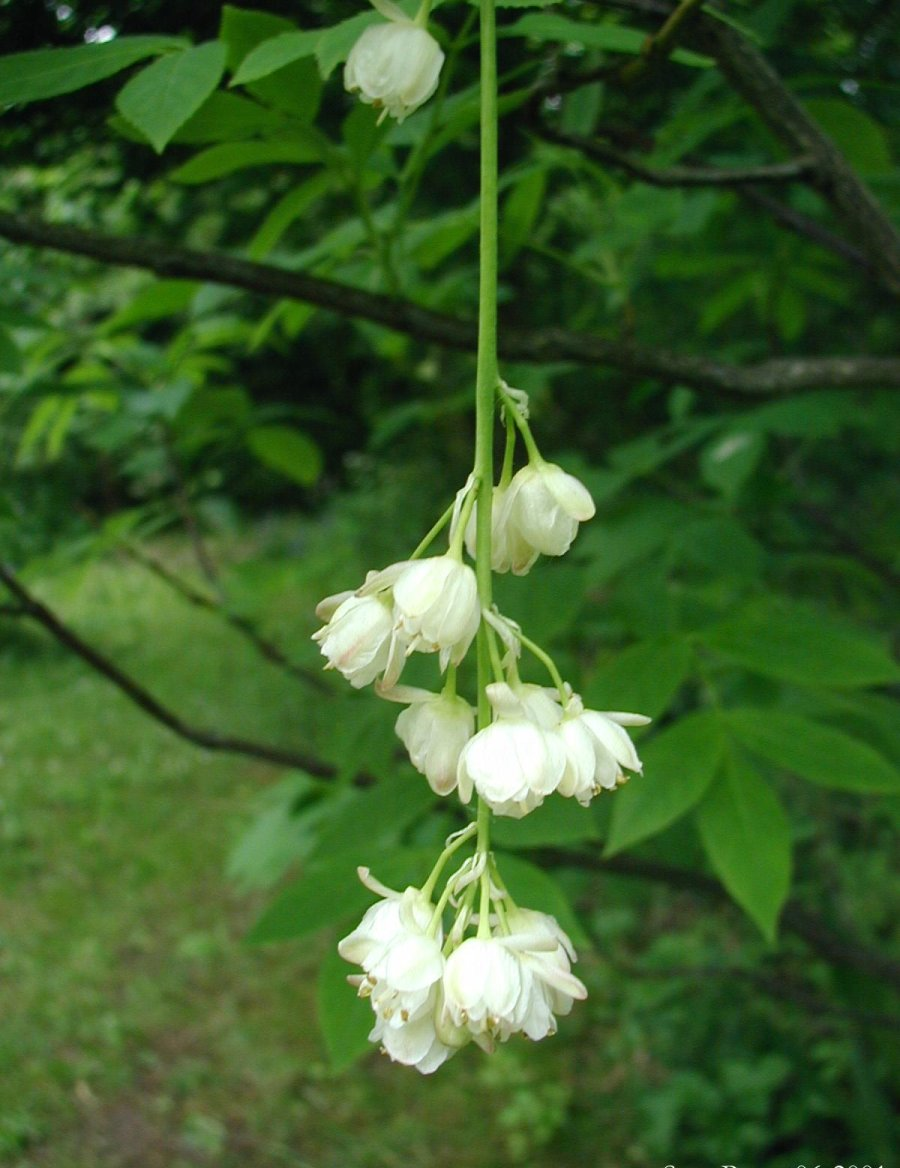
Квіти
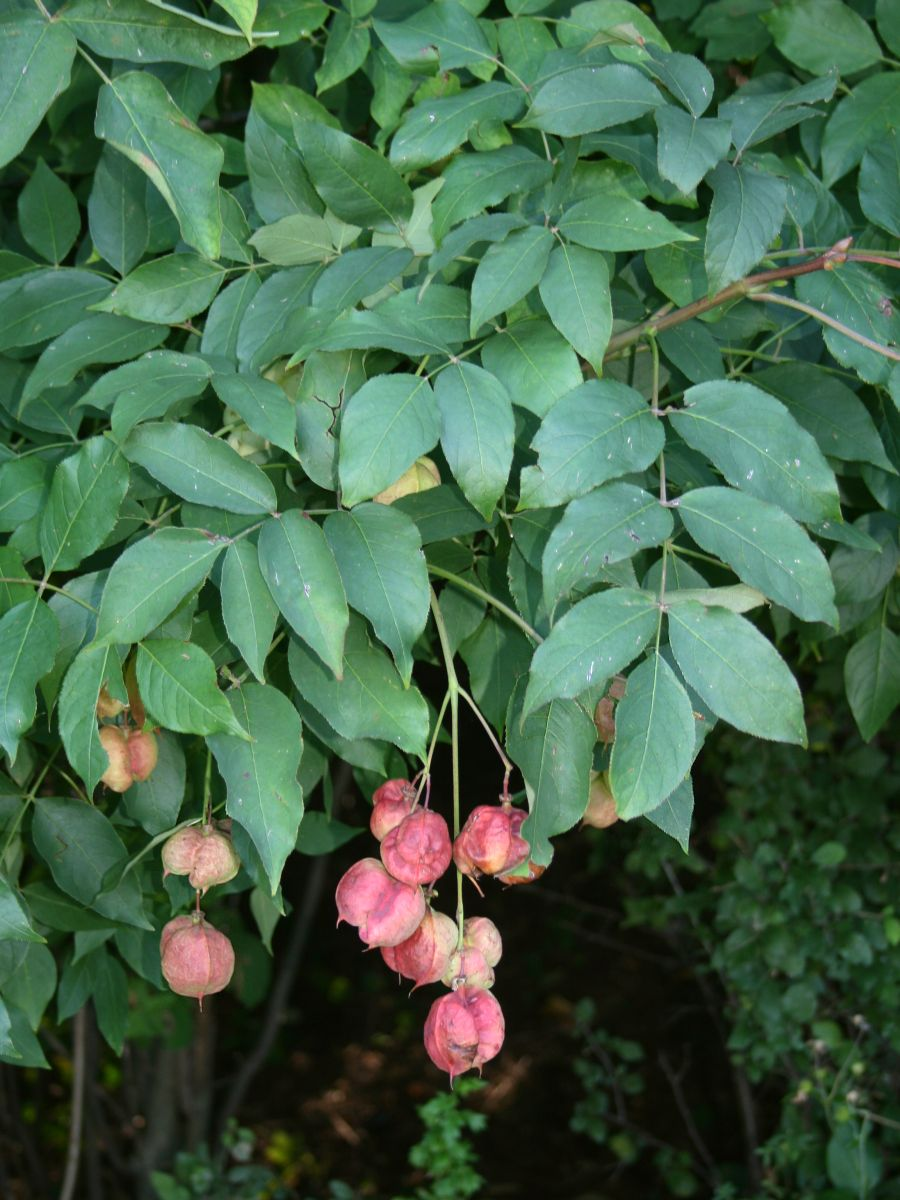
Плоди
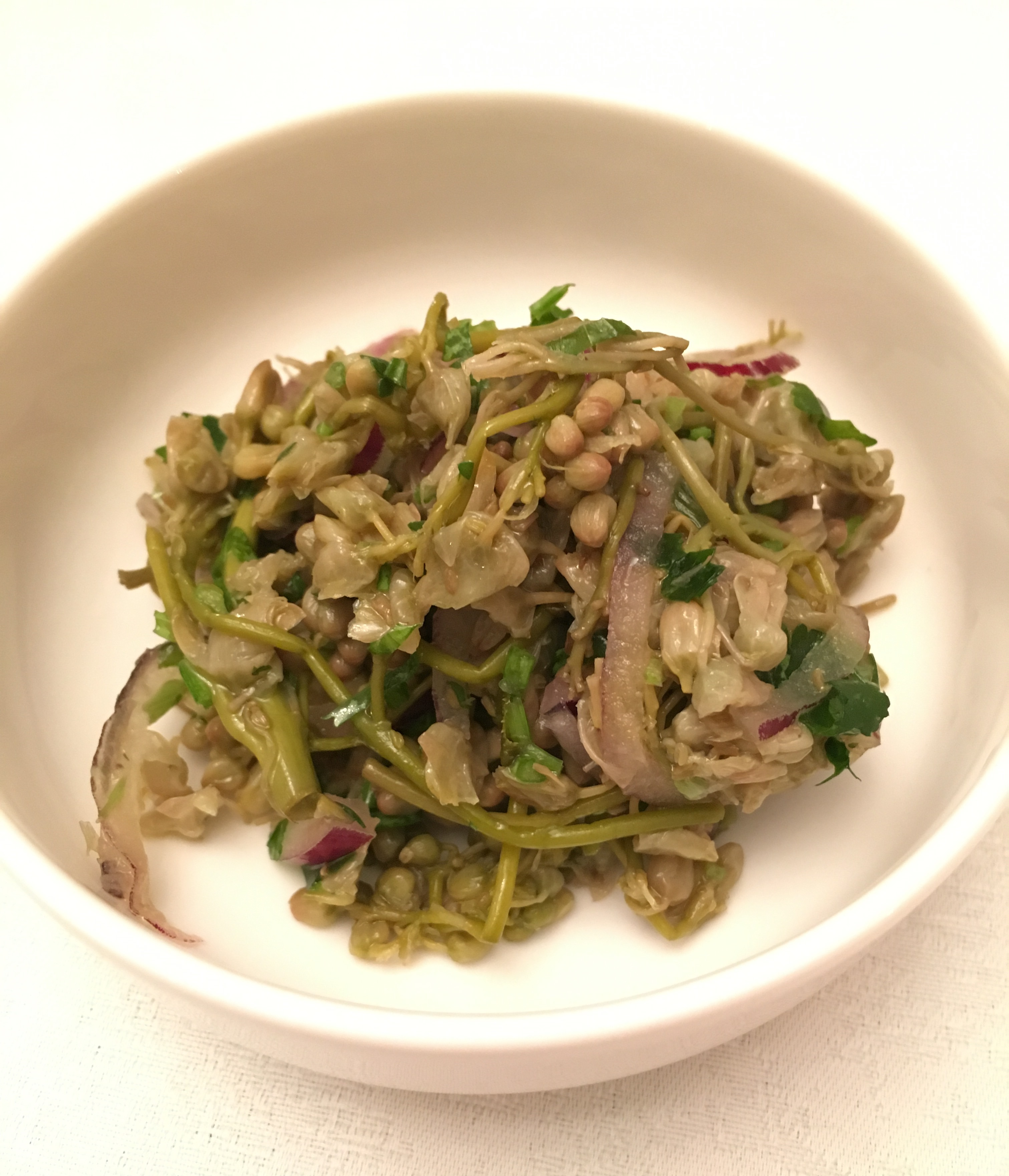
Джонджолі